# 281 av. J.-C.
Cette page concerne l'année 281 av. J.-C. du calendrier julien proleptique.

## Événements
- Février : Lysimaque est vaincu et tué par Séleucos Ier à la  bataille de Couroupédion, en Phrygie[1]. Séleucos Ier, roi de Syrie, débarrassé de Démétrios Ier Poliorcète et de Lysimaque devient maître de l’Asie Mineure, se proclame roi de Macédoine et franchit l'Hellespont avec une armée importante.

- 5 avril (21 avril du calendrier romain) : début à Rome du consulat de Lucius Aemilius Barbula et Quintus Marcius Philippus[2].
  - Le consul Aemilius envahit le territoire de Tarente. Appel de Tarente à Pyrrhus Ier contre l’ingérence de Rome. Pyrrhus envoie Cinéas puis Milon avec 3 000 hommes, avant d'intervenir en personne en 280[2].
- Septembre : 
  - Séleucos est assassiné par Ptolémée Kéraunos[3] qui vient de s'emparer de la Thrace et de la Macédoine, d'épouser sa demi-sœur Arsinoé, veuve de Lysimaque, tout en faisant tuer les enfants qu'elle avait eus de ce mariage (fin de règne en 279 av. J.-C.)[4].
  - Début du règne d'Antiochos Ier Sôter, roi de Syrie (fin en 261 av. J.-C.)[3].

## Naissances
- Chrysippe de Soli, philosophe.

## Décès en 281 av. J.-C.
- Février : Lysimaque, roi de Thrace et de Macédoine, tué à la bataille de Couroupédion en Phrygie à environ 80 ans.
- Septembre : Séleucos Ier, roi de Syrie, assassiné près de Lysimacheia par le roi de Macédoine, Ptolémée Kéraunos, à l'âge de 77 ans environ.